# Franco Nenci
Franco Nenci (Livorno, 1935. január 27. – Livorno, 2020. május 15.) olimpiai ezüstérmes olasz ökölvívó.

## Pályafutása
Az 1956-os melbourne-i olimpián kisváltósúlyban ezüstérmet szerzett. A döntőben a szovjet színekben versenyző örmény Vladimir Jengibarjántól kapott ki. 1957 és 1967 között profi ökölvívóként versenyzett. 1964 áprilisában Fortunato Manca ellen vereséget szenvedett a könnyűsúlyú kategóriában.

## Sikerei, díjai
- Olimpiai játékok – kisváltósúly
  - ezüstérmes: 1956, Melbourne